# Franz Schäffner
Franz Schäffner (* 29. Oktober 1942) ist ein ehemaliger deutscher Fußballspieler. Der Mittelstürmer absolvierte von 1965 bis 1968 in drei Runden für den VfR Mannheim in der damals zweitklassigen Fußball-Regionalliga Süd 90 Spiele und erzielte 74 Tore.

## Laufbahn
Der vom VfL zu den Null-Achtern gekommene junge Offensivspieler belegte mit seinem Heimatverein FV Hockenheim 08 in der Saison 1962/63 in der 1. Amateurliga Nordbaden den sechsten Rang. Der gelernte Maschinenschlosser gehörte am 27. Juli 1963 dem Team der Blau-Weißen an, das in Schwetzingen mit einem 3:2 nach Verlängerung gegen den ASV Feudenheim den Badischen Pokal erringen konnte. Bei der 1:0-Titelverteidigung im Pokalwettbewerb am 18. Juni 1964, wiederum gegen Feudenheim, zeichnete er sich als Siegtorschütze aus. Die Null-Achter belegten 1963/64 den 4. Rang in der 1. Amateurliga Nordbaden und der schussstarke Mittelstürmer zeichnete sich als 20-facher Torschütze aus. Mit dem FV 08 ging es 1964/65 in der Tabelle zwar auf den 10. Rang zurück, aber Schäffner steigerte seine Trefferquote auf 21 Treffer. Deshalb stand er am 16. Mai 1965 auch im Angriff der Nordbadischen Amateurauswahl beim Repräsentativspiel gegen die Südwestauswahl. Zur Runde 1965/66 unterschrieb der Torjäger aus Hockenheim einen Vertrag beim VfR Mannheim, um dort den Weggang des Torschützenkönigs Rudolf Bast in der Regionalliga Süd zu kompensieren. Schäffner wird in der Statistik mit 79 Spielen in der 1. Amateurliga geführt, in denen er 53 Tore für „Hoggene“ erzielte.
Der durchsetzungsstarke und mit einem großartigen Schuss ausgestattete Angreifer wurde auf Anhieb der Torjäger des VfR Mannheim. Er debütierte am ersten Rundenspieltag, am 15. August 1965, beim Auswärtsspiel gegen den SV Darmstadt 98, in der Regionalliga. Bei der 2:4-Niederlage der Blau-Weiß-Roten erzielte er auch seinen ersten Treffer in der Regionalliga. Die Rasenspieler belegten am Rundenende den 12. Rang und Schäffner hatte 20 Tore an der Seite der Mitspieler Hans Benzler (Torhüter), Hans-Jürgen Wäckerle, Karl-Heinz Kott, Günter Rehbein und Wolfgang Platz erzielt. Mit dem neuen VfR-Trainer Oswald Pfau und den Neuzugängen Klaus Beckfeld und Jürgen Schult ging es in den nächsten zwei Runden in das erste Tabellendrittel; die Rasenspieler belegten 1967 den fünften und 1968 den sechsten Rang im Süden. Ein wesentlicher Garant für das gute Abschneiden waren die Treffer des Torschützen vom Dienst, Franz Schäffner. Mit 26 beziehungsweise 27 Toren kanonierte er sich in die Spitze der Südtorschützenliste. In drei Jahren beim VfR Mannheim war er jeweils mit weitem Abstand der erfolgreichste Torschütze des VfR.
Zur Runde 1968/69 nahm er das Angebot aus der Fußball-Bundesliga an und wechselte zum TSV 1860 München. Beim Deutschen Meister des Jahres 1966 waren die Offensivspieler Hans Küppers, Rudi Brunnenmeier und Ludwig Bründl zu ersetzen. Die „Löwen“ versuchten es mit den Verpflichtungen des ehemaligen Nationalstürmers Jürgen Schütz und den Talenten Klaus Fischer, Hans Linsenmaier und Franz Schäffner. Am ersten Rundenspieltag, den 17. August 1968, debütierte der Mann aus Mannheim beim Auswärtsspiel gegen den VfB Stuttgart in der Bundesliga. Er bildete zusammen mit Klaus Fischer beim 1:1-Remis die Angriffsspitze der von Trainer Albert Sing betreuten „Löwen“-Elf. Bis zum sechsten Spieltag, den 14. September 1968, als 1860 München mit 2:0 Toren das Heimspiel gegen den 1. FC Nürnberg gewinnen konnte, hatte Schäffner fünf Bundesligaeinsätze zu verzeichnen. In der 32. Minute musste er verletzungsbedingt ausgewechselt werden. Er fiel durch einen Meniskusschaden über vier Monate aus und versuchte Ende Januar 1969/Februar 1969 die Bundesligarückkehr. Nach seinem achten Bundesligaeinsatz am 22. Februar 1969, bei einer 0:3-Niederlage beim Rückspiel in Nürnberg, war aber seine Laufbahn bereits endgültig beendet. Im Sommer 1969 wurde er zum Sportinvaliden erklärt.
Nach seinem Karriereende als Profifußballer kam er beruflich beim Bayerischen Rundfunk unter und blieb dort bis zur Pensionierung. Mit dem Rundfunk bereiste er fast alle Kontinente, außer Australien. Er berichtete von zahlreichen Welt- und Europameisterschaften im Fußball und der Leichtathletik vor Ort, natürlich auch vom Motorsport – als „Hoggener“ war das natürlich erste Bürgerpflicht.